# Jennifer

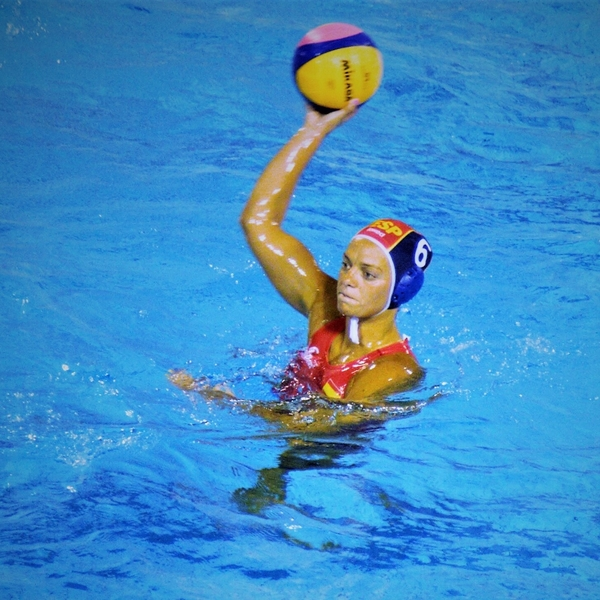
Jennifer Pareja, 2013.

Jennifer är ett engelskt kvinnonamn som härstammar från det kymriska namnet Guinevere, som möjligtvis betyder vit våg eller vacker kvinna. Det var först under 1900-talet som namnet nådde utanför Wales gränser. 1986 togs det in i den svenska almanackan.
Namnet upplevde en modevåg under 1990-talet.
1994 blev Jennifer det 25:e vanligaste flicknamnet bland nyfödda.
Fortfarande får nästan 300 flickor i varje årskull namnet som tilltalsnamn.
Den 31 december 2012 fanns det totalt 11 808 personer i Sverige med namnet Jennifer, varav 9 455 med det som förstanamn/tilltalsnamn.
År 2003 fick 347 flickor namnet, varav 282 fick det som tilltalsnamn. 
Namnsdag i Sverige: 6 oktober. I den finlandssvenska namnsdagslängden har Jennifer namnsdag 30 oktober sedan 2000.

## Kända personer med namnet Jennifer
- Jennifer Aniston, amerikansk skådespelare
- Jennifer Brown, svensk skådespelare och sångare
- Jennifer Capriati, amerikansk tennisspelare
- Jennifer Connelly, amerikansk skådespelare
- Jennifer Ehle, amerikansk-brittisk skådespelare
- Jennifer Ellison, brittisk skådespelare och sångare
- Jennifer Garner, amerikansk skådespelare
- Jennifer Grey, amerikansk skådespelare
- Jennifer Michael Hecht, amerikansk filosof, historiker och poet
- Jennifer Love Hewitt, amerikansk skådespelare
- Jennifer Jones, amerikansk skådespelare
- Jennifer Lawrence, amerikansk skådespelare
- Jennifer Jason Leigh, amerikansk skådespelare
- Jennifer Lopez, amerikansk skådespelare och sångare
- Jennifer McClellan, amerikansk politiker
- Jennifer Meier, tysk fotbollsspelare
- Jennifer Oeser, tysk friidrottare
- Jennifer Pareja, spansk vattenpolospelare
- Jennifer Rush, amerikansk sångare
- Jennifer Saunders, brittisk skådespelare
- Jennifer Taylor, amerikansk skådespelare
- Jennifer Tilly, amerikansk skådespelare

## Kända personer med stavningen Jenifer
- Jenifer Bartoli, fransk sångare